# Xavier Giannoli
Xavier Giannoli, né le 7 mars 1972 à Neuilly-sur-Seine, est un réalisateur, producteur de cinéma et scénariste de cinéma français.

## Biographie
Enfant, il est voisin avec le chanteur Christophe. Ensemble, ils dévorent de nombreux films que Christophe collectionne en 35mm et se projette chez lui. C'est ainsi que nait sa passion pour le cinéma. Il rendra hommage plus tard à Christophe en lui donnant un rôle dans Quand j'étais chanteur.
Après l'obtention d'un diplôme de lettres à l'université de la Sorbonne, Xavier Giannoli se dirige, à partir du début des années 1990, vers le cinéma et commence à réaliser des documentaires et des courts métrages. Il co-fonde la société Rectangle Productions dont il se sépare en 2022.
En 1998, L'Interview avec Mathieu Amalric remportera la Palme d'Or du court métrage ainsi qu'un César.
Xavier Giannoli réalise en 2003 son premier long métrage, Les Corps impatients, interprété notamment par Laura Smet et Nicolas Duvauchelle.
Xavier Giannoli dirige ensuite Cécile de France et Gérard Depardieu dans Quand j'étais chanteur en 2006. 
Inspiré d'un fait divers survenu dans le Nord de la France, À l'origine (2008) voit François Cluzet incarner un escroc reprenant à son compte la construction d'un chantier d'autoroute.
En 2015, il met en scène son sixième film, Marguerite, long métrage historique inspiré de la vie de la cantatrice américaine Florence Foster Jenkins qui avait cette particularité notable de chanter faux, rôle interprété par Catherine Frot.
Dans L'Apparition (2018), il confie à Vincent Lindon le rôle d'un journaliste mandaté par Le Vatican pour enquêter sur l'apparition de la Vierge à une jeune fille.
En 2022, son film Illusions perdues, d'après Balzac, reçoit 7 César dont celui du meilleur film.
En 2023, il réalise sa première série : D'Argent et de Sang, d'après le livre-enquête de Fabrice Arfi, pour Canal Plus.

### César du cinéma
Il reçoit en 1999 le César du meilleur court métrage pour L'Interview.
Il a été nommé trois fois au César du meilleur réalisateur (en 2010, 2016 et en 2022), quatre fois au César du meilleur film (2007, 2010, 2016, et 2022), et son film Marguerite a reçu quatre César en 2016, dont celui de la Meilleure actrice pour Catherine Frot
.
Il reçoit le César du meilleur film pour Illusions perdues en 2022, ainsi que le César de la meilleure adaptation. Pour le même film, Vincent Lacoste reçoit le César du meilleur second rôle masculin et Benjamin Voisin du Meilleur espoir masculin.

### Vie privée
Dans sa jeunesse, de 1988 à 1990, Xavier Giannoli partage la vie de la poétesse Alicia Gallienne, morte en 1990 des suites d'une aplasie médullaire.
Il est le fils de Paul Giannoli, journaliste, et petit-fils de Roger Frey, ancien résistant devenu ministre du général de Gaulle, puis président du Conseil constitutionnel.

### Décoration
Chevalier de l'ordre des Arts et des Lettres (4 janvier 2010)

## Filmographie

### Cinéma

#### Longs métrages
- 2003 : Les Corps impatients
- 2005 : Une aventure
- 2006 : Quand j'étais chanteur
- 2009 : À l'origine
- 2012 : Superstar
- 2015 : Marguerite
- 2018 : L'Apparition
- 2021 : Illusions perdues

#### Courts métrages
- 1993 : Le Condamné
- 1994 : Terre sainte
- 1995 : J'aime beaucoup ce que vous faites
- 1996 : Dialogue au sommet
- 1998 : L'Interview

### Télévision

#### Série télévisée
- 2023 : D'argent et de sang

## Distinctions

### Récompenses
- Festival de Cannes 1998 : Palme d'or du court métrage pour L'Interview
- César 1999 : César du meilleur court métrage pour L'Interview
- Magritte du cinéma 2016 : Meilleur film étranger en coproduction pour Marguerite
- César 2022 : Meilleur film et de la meilleure adaptation pour Illusions perdues

### Nominations

#### Césars du cinéma
- 1997 : César du meilleur court-métrage pour Dialogue au sommet
- 2007 : César du meilleur film et du meilleur scénario pour Quand j'étais chanteur
- 2010 : César du meilleur réalisateur et du meilleur scénario original pour À l'origine
- 2016 : César du meilleur réalisateur et du meilleur scénario original pour Marguerite
- 2022 : César de la meilleure réalisation pour Illusions perdues

#### Lumières de la presse internationale
- 2010 : Lumière de la meilleure mise en scène pour À l'origine
- 2016 : Lumière de la meilleure mise en scène et le Lumière du meilleur scénario pour Marguerite

### Sélection
Ses films ont été sélectionnés dans plusieurs grands festivals comme La Mostra de Venise ou Cannes.s